# マーティン・クーパー

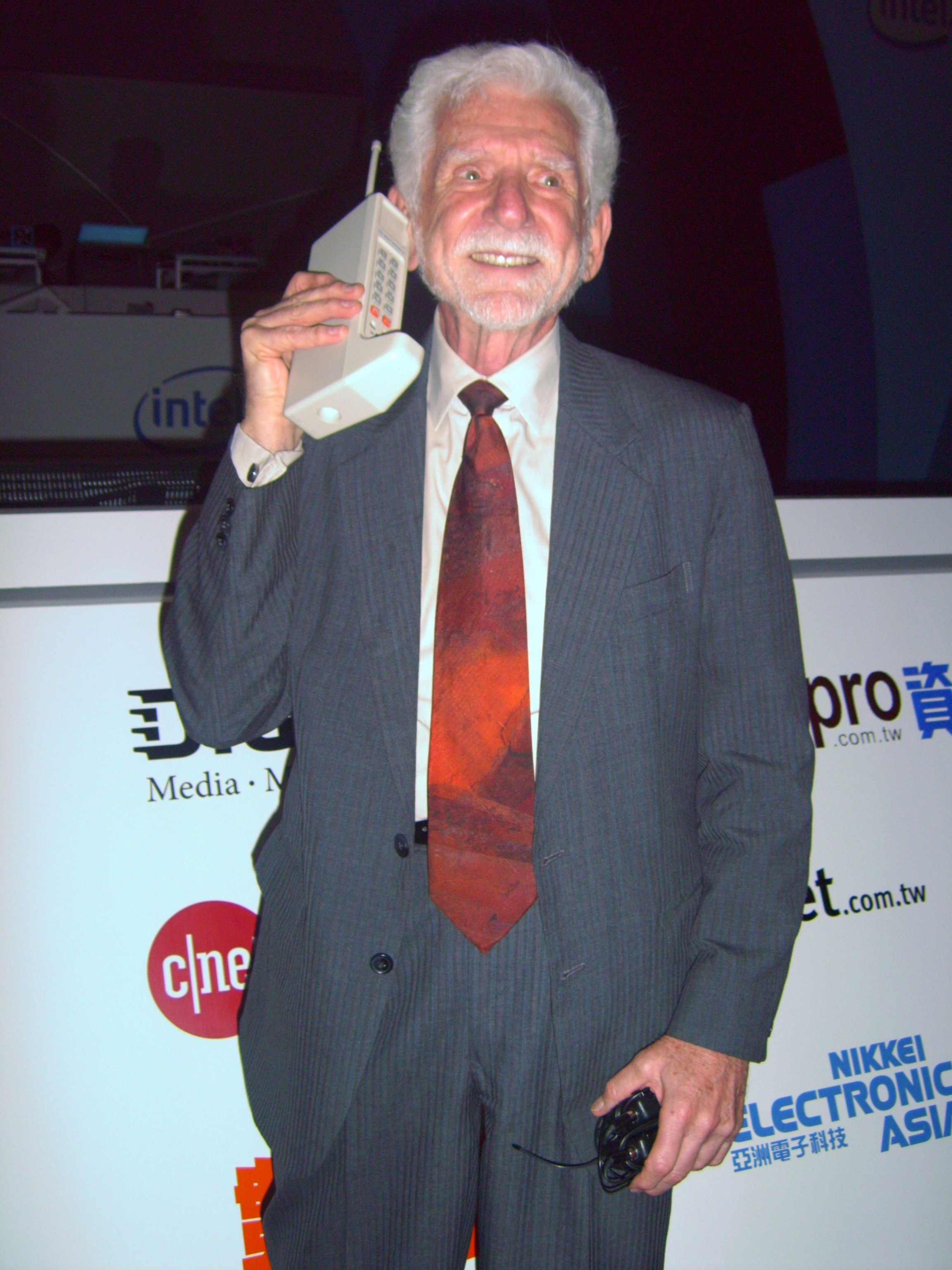
マーティン・クーパー(2007年)

マーティン・クーパー（Martin Cooper、1928年12月26日 - ）は、アメリカ合衆国の情報通信技術者。携帯電話の発明者として知られるほか、無線スペクトラム管理の分野に関して11の特許を保有している。

## 来歴
ウクライナ系ユダヤ人移民の子としてシカゴに生まれた。イリノイ工科大学を卒業後、アメリカ合衆国海兵隊に入隊し、朝鮮戦争に従軍した。除隊後の1957年に同大学院から電子工学の修士号を取得し、モトローラに入社。1973年4月3日、ニューヨークのマンハッタン6番街の路上で、世界で初めて携帯電話の通信実験に成功した。
メンサ会員に選出されている。

## 受賞歴
- 2009年 - アストゥリアス皇太子賞学術・技術研究部門
- 2012年 - ワシントン賞
- 2013年 - チャールズ・スターク・ドレイパー賞、マルコーニ賞
- 2015年 - IEEE井深大コンシューマー・エレクトロニクス賞
- 2025年 - アメリカ国家技術賞